# 全玉祥
全玉祥（？—2013年6月7日），男，黑龙江庆安人，中华人民共和国政治人物，曾任黑龙江省人民政府参事室主任、黑龙江省文史研究馆馆长，黑龙江省政协副主席。